# Balitora eddsi
Balitora eddsi е вид лъчеперка от семейство Balitoridae. Видът не е застрашен от изчезване.

## Разпространение
Разпространен е в Непал.